# 캐머런 소어
캐머런 소어(영어: Cameron Thor, 1960년 3월 17일 ~ )는 미국의 배우이다.
로스앤젤레스에서 태어났다.

## 출연 작품
- 윈드토커 (2002년) - 머텐스 역
- 애프터 섹스 (2000년)
- 기빙 트리 (1999년)
- 긴급 명령 (1994년)
- 쥬라기 공원 (1993년)
- 웬 노 원 우드 리슨 (1992년)
- 어 퓨 굿 맨 (1992년)
- 후크 (1991년)
- 내 사랑 컬리 수 (1991년)
- 워 파티 (1988년)
- 모던 걸즈 (1986, Modern Girls)

### 텔레비전
- 스타 트렉: 더 넥스트 제너레이션 (1993)